# Emilio de Cavalieri
Emilio de Cavalieri (Róma, 1550 – Róma, 1602) késő reneszánsz-kora barokk olasz zeneszerző, zenetudós, orgonista, diplomata, koreográfus, táncos. A firenzei Camerata tagja, az opera műfajának egyik megálmodója volt.

## Élete és munkássága
1550-ben arisztokrata család gyermekeként látta meg a napvilágot. Zenei tanulmányait Rómában végezte. 1578-tól az Oratorio del Santissimo Crocifisso orgonistája lett, majd 1584-ben Firenzébe tette át székhelyét, ahol Medici Ferdinánd udvarában általános művészeti felügyelő lett. Ennek a pozíciónak a betöltése lehetővé tette számára, hogy megismerkedjen a város több híres zenészével, köztük Jacopo Perivel. Velük együttműködve az opera műfajának egyik megalkotója lett. Szoros kapcsolatba kerül a Cameratával. Az társaság igen ösztönzőleg hat rá és fellelkesítette, másrészt el is keserítette. A sikerek és az eredmények mellett ugyanis tanúja volt az opera műfajának megalkotásában részt vevő zeneszerzők (elsősorban Peri és Caccini) rivalizálásának is.
Cavalieri kezdetben intermédiumokat komponált a Mediciek számára, amelyek még a késő reneszánsz stílusjegyeit viselték magukon. Aztán a század vége felé figyelme egyre inkább az új stílus, a monódia felé fordult. Az 1590-es években két pásztorjátékot komponált és mutatott be Il satiro és La disperazione de Fileno címekkel. Ezután Tasso Amintájából zenésített meg részleteket, majd 1598-ban megírta az Il giuco delle ciecat. Ezek a művek már átmenetet képeznek az intermédiumok és az opera között. Műfaj megjelölésük rappresentaziono misicali. Ilyen darabokat már majd két évtizede rendszeresen adtak elő Firenze városában.
Cavalieri közben diplomáciai feladatokat is vállalt. Az 1590-es években gyakran utazott Rómába e feladatok teljesítése céljából. Legjelentősebb művét is az örök város számára írta. A Rappresentatione di Anima et di Corpo című darab a San Filippo Neri templomban adták elő. A mű egy operaszerű szakrális dráma, számos monódikus résszel megtűzdelve. A darab sok rokonságot mutattat a későbbi kialakult oratórium műfajával, de mivel szerzője egyértelműen színpadi előadásra szánta, nem tekinthetjük az oratórium egyik korai példájának. A műben a monódikus és a madrigál stílus mellett a gregorián énekek is jelentős szerepet kapnak. A darab erősen moralista és allegorikus hatású, megtűzdelve a népnek szóló szimbólumokkal.
A mű előszava fontos zeneelméleti dokumentum. A harmóniák gyorsításának problémáját tárgyalva Cavalieri gyakorlatilag megteremtette a számozott basszust. Ezenkívül tárgyalja a vokális díszítés kérdéseit is. A mai modern értelemben használt olyan fogalmakat, mint a trilla.
1600-ban a IV. Henrik és Medici Mária esküvője alkalmából rendezett ünnepség sorozat alkalmával Cavalieri a zeneigazgató szerepét töltötte be, és színpadra állította Peri Euridikéjét, a legrégebbi fent maradt operát. Ezután következett Caccini Il rapimento di Cefalójának bemutatója, amit a szerző Cavalieri nélkül, önállóan bonyolított le saját csapatával. Cavalieri úgy érezte, hogy ez is az ő hatásköre lett volna. Sértve érezte magát és dühösen otthagyta az egész ünnepséget. Ezzel Caccini elérte, amit akart: ő vehette át a zeneigazgató szerepét a rendezvényeken. Cavalierit már korábban is ellenszenvesen támadta, műveit és személyét is unalmasnak tartotta. Cavalieri ekkor tért vissza Rómába, ahol két év múlva meghalt.
Zenéje korának újszerű törekvéseit igyekezett egyesíteni. Polifonikus műveiben, elsősorban a díszítések révén kiemelten kezel egy-egy dallamot. Olykor már disszonáns harmóniákkal is kísérletezik.